# God's Inn by the Sea
God's Inn by the Sea er en amerikansk stumfilm fra 1911 af R. F. Baker.